# Eusebi Güell

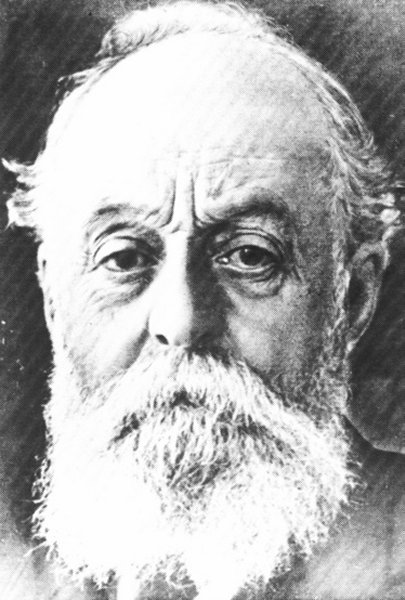
Eusebi Güell in 1915

Eusebi Güell i Bacigalupi (Barcelona, 15 december 1846 – aldaar, 8 juli 1918) was een Catalaans ondernemer en industrieel, en daarnaast een mecenas op het gebied van architectuur en kunst.

## Güell, Gaudi
Güell was onder meer de beschermheer van de toen nog onbekende Antoni Gaudí. Güell had handelsbetrekkingen met Engeland; hij bezocht dit land regelmatig en was op de hoogte van de aanleg van tuinsteden zoals Letchworth. In 1900 gaf Güell aan Gaudí de opdracht om een tuinwijk te ontwerpen naar Engels voorbeeld (dat werd Park Güell), op het hoger gelegen gedeelte van de berghelling in de wijk Gràcia van Barcelona. De bankbalustrade, de toegangstrap, de kameleon en de Dorische zuilen zijn enkele bekende voorbeelden uit Park Güell. Ook waren er in het ontwerp 60 woningen gepland. Hiervan werden er uiteindelijk slechts twee gebouwd, waarvan een door Gaudí zelf werd betrokken.
De familie Güell en Gaudí leverden met deze originele en rijk geornamenteerde gebouwen een belangrijke bijdrage aan de uitstraling van Barcelona. Nog steeds is het park met zijn sprookjesachtige onderdelen een  geliefde publieke locatie in de stad.

## Privéleven
Güell was getrouwd met een dochter van de markies van Comillas. In 1911 werd Güell tot graaf benoemd door koning Alfons XIII van Spanje. Hij overleed in 1918 in zijn huis in het naar hem vernoemde park.